# 来満峠

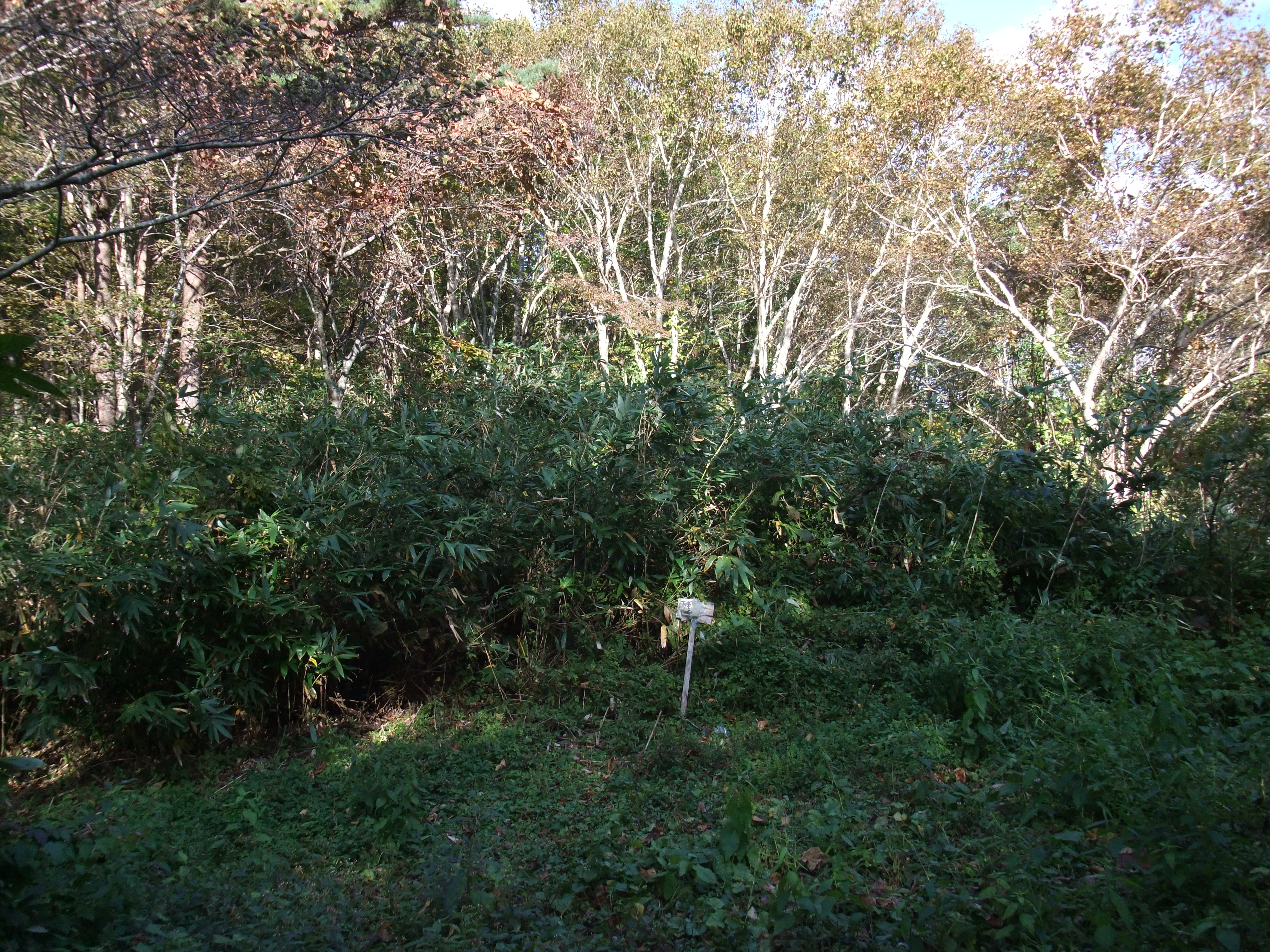
不老倉峠

来満峠（らいまんとうげ）は、青森県三戸郡田子町と秋田県鹿角市にある三戸鹿角街道の峠。標高 611m。

## 概要
幕政時代から明治時代の、陸奥国三戸郡夏坂村と鹿角郡大湯村を結ぶ鹿角街道の峠の総称。北から大柴峠、来満峠、不老倉峠の3つの峠の総称である。不老倉鉱山の盛衰によりそのルートは変更されたが、複数のルートが共存していた時代もあった。
青森・秋田県境付近の四角岳(1003m)から与須毛堂森(840.8m)周辺までの山塊はかって来満山と呼ばれ、南部藩の諸旧記にも来方山、来万嶺と出ており、これを越えることを「ライマンを越える」といった。夏坂村からのルートは、平野坂（田子町）を入り口とし、大柴峠（鹿角市）、小柴峠一里塚を頂部として明神坂を出口とする。
三戸・鹿角を結ぶ唯一の通路であったが難所が多く、冬は通行が途絶えた。江戸時代は大柴峠を通るルートがもっぱら使われた。その後、不老倉鉱山が盛況になったため同鉱山の近くに来満峠が造られた。その後、更に傾斜が緩い不老倉峠(631m)が使われるようになった。
明治26年（1893年）以降、鹿角街道のルートが替わり廃道となった。
最後に使われていた不老倉峠（ふろうくらとうげ）は、青森県三戸郡田子町と秋田県鹿角市にある県境の峠である。四角岳の北3km、峠名は近くに位置する不老倉鉱山の関連するという。鉱山盛況の頃、鉱山や町で使用する諸物資の運搬路として賑わった。同鉱山の衰退後は交通途絶で道路は荒廃した

## 語源
語源を鹿角を調査したベンジャミン・スミス・ライマンに関連づける話もある。実際にライマン博士が記録した来満山のスケッチも残されている。しかし、来満峠の名はライマン博士の来日以前から記録されている。彼以前に峠を越えた古川古松軒やマラン神父の記録がある。
石井忠行の『伊豆園茶話』では語源はアイヌ語の「ライオマン」では無いかとしている。昔、戦があり人が多く死んだ土地をそう言ったとしている。あるいは、険しい地形で峠を越えるのが難儀なせいであるかも知れないと記述している。石井忠行は蝦夷地防衛のため、増毛陣場に赴任している。
松原健之助は「青森県三戸郡のアイヌ語地名について」で、「アイヌ語の ray(死)-oman(行く)に由来すると解釈できる」としている。アイヌが死にに行く峠と恐れて名付けたと思われるとしている。

## 参考資料
- 「角川日本地名大辞典」編纂委員会『角川日本地名大辞典 2 青森県』角川書店、1985年12月1日。ISBN 4-04-001020-5。
- （有）平凡社地方資料センター『日本歴史地名大系 第2巻 青森県の地名』平凡社、1982年7月10日。
- 「角川日本地名大辞典」編纂委員会『角川日本地名大辞典 5 秋田県』角川書店、1980年3月8日。ISBN 4-04-001050-7。
- 秋田魁新報社『秋田大百科事典』秋田魁新報社、1981年9月1日。ISBN 4-87020-007-4。